# Социологија у Јапану
Социологија је методолошка и научна студија људског друштва. Она проучава социјалне интеракције као и социјалне обрасце између друштва, група, нација, институција итд. Социлолози истражују односе између друштвених структура људских живота. Они такође теже да разреше одговарајуће друштвене проблеме откривене истраживањем.
Социологија у Јапану настала је током Меиџи ревоуције (1868) и развила се са оснивањем прве катедре за социологију на Токијском универзитет у 1893. Интегрисана је у образовни систем Јапана као резултат модернизације и у великој мери је на њу утицала Западна социологија.

## Порекло
Опште прихватање социологије у Јапану се може се приписати Меиџи револуцији 1868. У то време револуција је утицала на процес модернизације Јапана и створила промене како на друштвене тако и на политичке структуре . Социологија Херберта Спенсера је први пут представљена Јапану доласком Ернеста Фенолосе, гостојућег професора филозофије и политичке економије на Токијском универзитету. Ово и накнадно стварање прве катедре социологије предвођене од стране Тојаме Шоичија представљају прекратницу у успостављању јапанске социологије. 
Такебе Тонго је био први председавајући Катедре за Социологију на Токијском универзитету, који је био назван Токио Империал универзитет. Његово дело Општи принципи социологије 1905-1908 је било први систематичан рад о социологији у Јапану и наметнуоло је великиутицај на развој студије. 

## Развој
Развој социологије у Јапану може се генерално категорисати у четири фазе засноване на различитим социјалним и културалним структурама и националном политиком на различитим фазама времена. 
- Takebe Tongo, Chair of Sociology at Tokyo University

### Фаза1: Период пре Другог светског рата (1878—1945)
Јапанска социологија се у својој почетној фази првобитно фокусирала на филозофске правце и на њу су у великој мери утицале социолошке теорије из Европе . На Токијском универзитету, социологију је први подучавао Фенелоса, гостојући професор филозофије и политичке економије. Три године касније био је у сарадњи са Масаказу Тојомом који је касније постао први званични професор социологије у Јапану и додељена му је титула „оснивача социологије у Јапану“ .
И Фенелоса и Масаказу су били заговорници Херберт Спенсерове социолошке теорије која је Спенсеров рад учинила значајном за јапанску социологију у ранијим годинама. Остале западњачке теорије су биле представљене Јапану за време касних 90-их и почетком 20. века укључујући и Рукиди Енда, Емила Диркема и Френклина Гиденса.
Институт јапанске социологије је основан 1913. од стране Тонго Токеде замењен је Јапанским социолошким друштвом 1924. Пре Другог светског рата студија социологије у Јапану је у великој мери била под утицајем западњачких теорија а посебно Немачке школе. 

### Фаза2: После Другог светског рата (1946—1960)
Другу фаза развоја јапанске социологије карактерише прелазак са истицања филозофских ка емпиријским оријентацијама, Америчка школа студије социологије је имала велики утицај на развој јапанске социологије за  овог периода. Социолошке и политичке реформе су се одигравале у току америчких окупација Јапана за време Другог светског рата. Традиционални јапански систем вредности је пропао, појавила се нова идеја демократизације. Социологија је ушла у јавну свест са ревизијом вредности . За време 1950-их, као део реформе демократског система, соиологија је званично постала обавезан предмет општих студија терцијалном образовању у Јапану. Потреба за социолозима је повећана са успостављањем развоја одељака за социологију. Америчке социолошке теорије су почеле да привлаче пажњу током овог развојног периода јапанске социологије.  Окупација САД-а помогла је у ширењу. У то време, амерички социолози су посебно наглашавали емпиријске студије, што је коначно довело до исте транзиције ка емпиријским истраживањима у јапанској социологији. Двојица водећих јапанских социолога у то време су били Тадаши Фукутаке и Кунио Одака. Иако су они истраживали различите области; Фукутаке је истраживао руралну социлогију, а Одака је истраживао индустријску социологију, обојица су били водећи емпиријски социолози који су спровели велики број прегледа на основу истраживања. 

### Фаза3: Диверсификација (1960—1990)
Трећа фаза развоја Јапанске социологије је почела за време 60-их. Ова фаза развоја је окарактерисана својим различитим истицаним студијама. Међу јапанским социолозима  су биле популарне емпиријска оријентација као и филозофска и теоријска. Старији социолози су посведочили променама у друштвеним структурама за време послератне фазе. Ипак, ови старији социолози углавном су припадали предратном академском кругу. Млађи јапански социолози у овом периоду имају тенденцију да се више фокусирају на теоријску микросоциолошку анализу него на макроанализу. Вишедимензионалне парадигме су почеле да привлаче пажњу унутар јапнске социологије, укључујући и оне Алфреда Шуца, Ентони Гиденса, Јурген Хабермаса, Пјер Будрдјеа.  Тако су се многи талентовани млађи социолози окренули од Марксизма до структурализма или структуралистичке социолошке теорије... Наизменично су прихваћене прилично субјективне методологије и теорије као што су феноменолошка социологија, симболички интеракционизам и етнометодологија...
Прелиминарна анализа историје друштвених наука у савременом Јапану (1996)
Амерички утицај и емпиријски приступ наставили су да се развијају у јапанској социологији што је допринело развијању многих нових и разноврсних тема проучавања. У овој фази су се појавили водећи научници укључујући Еичи Исомура унутар урбане социологије, Киоми Мориока у религијкој и породичној социологији, Акира Такахаши у социјалном покрету, Џоџи Ватануки у политичкој социологији и Тамито Јошида у друштвеној комуникацији. Диверсификација је касније убрзана и другим друштвеним факторима као што су индустријализација седамдесетих, еколошки и феминистичких покрета осамдесетих од тада па надаље, социологија у Јапану је наставила да се развија невероватном брзином. До осамдесетих година број социолога који су предавали на факултетима достигао је бој 1000, а број чланова Јапанског социолошког друштва порастао је на 3034 у 1999.

### Фаза 4: Глобализација (1990-е данас)
Четврти степен развоја јапанске социологије је почео од 1990-их. Од тада до данашњих дана, постојао је покрет ка теоријским и емпиријским оријентацијама, са растом интернационалних и страних студија као и сарадњи са глобалним заједницама.
Истраживање спроведено 1998. од стране Јапанског удружења социолога испитало је одабрано поље истраживања својих чланова. Топ десет изабраних поља су били:
- 15,6% је изабрало опште теорије социологије
- 15,2% је изабрало социологију породице
- 15,1% је изабрало комуникације и информације
- 14,7% је изабрало социјалну мисао и историју социологије
- 14,3% је изабрало социоално благостање, социјалну сигурност и медицинску социологију
- 13,6% је изабрало културу, религију и морал
- 13,1% је изабрало социјалну психологију и социјалне ставове
- 12,2% је изабрало руралну социологију и друштвене студије
- 11,3% је изабрало унакрсна национална и страна поља истаживања Исто истаживање је спроведено десет година раније 1988. Разлика између добијених резултата показала је да индустрија, рад и проблемима са едукацијом изгубили полуларност, док су комуникације, информације, психологија и стране студије добиле пажњу током 1990-их. Општи тренд глобализације нације је одговоран за такав прелаз у популарним пољима истраживањима.

Док су језичка баријера и мањак координације са страним истраживачким институцијама оставила Јапанском удружењу социолога смањену репутацију у осталим деловима света, глобализација је направила растући број прилика за јапанске социологе да истражују преко границе и дочекала стране корпорације и коопрдинације. Социологија у Јапану је постала интернационалнија у овој фази развоја. 

## Социолошки проблеми у Јапану
У савршено хармоничном друштву, социолози истражују шаблоне и правила социјалних интеракција и односа. Међутим, такве студије нису довољне у модерном свету јер постоје социјални проблеми. Резултати истраживања су коришћени за помоћ у даљим истраживањима постојећих и новонастајућих проблема.  
Године 1985. Је основано Јапанско удружење за истраживање социјалних проблема доневши све већу пажњу овој теми. Неколико великих социјалних проблема представљено је у даљем тексту. 

### Малолетнички криминал
Више пажње је било окренуто ка извештајима о криминалним вестима, посебно ка малолетничком криминалу.
Године 1997. злочин који укључује одсечене главе које су биле обешене о капију средње школе био је извештаван широм медија и привлачио велику пажњу заједнице. Откривено је да је почињен од стране 15-огодишњака што је шокирало јапанско друштво. Злостављање међу младима приукло је пажњу социолога и малолетнички криминал је постао социјални проблем.

### Дискриминација
Систем касти има значајни утицај на јапанску историју током 260 година Токугава периода, систем каста је рангирао јапанску популацију у складу са њиховим занимањем, са ратницима као највишим рангом, затим сељацима, занатлијама и продавцима. Прогрнаници, људи са занимањима испод продаваца су осуђени на непоштовање у друштву. У 1868. Меиџи револуција је установила правило једанкости као социјалну дисциплину и од тада су успостављени закони. Иако је утицај система каста нестајао, дискриминација је остала и постаје социјални проблем.

### Самоубиство
Од статистичких истаживања током 1975-1988 у просеку је дупло већи број смрти од самоубистава него у саобраћајним несрећама са највишим бројем од 23,832 смрти у 1987. У то време, самоубиство није препознато као значајно попут смрти од саобраћајних несрећа. Са растућом популарношћу социјалног проблема самоубиства, социолози су нагласили да самоубиство не може бити сматрано за изолован случај и ван закона, морала и других социјалних фактора. Проблеми попут смањења популације су у великом узроковани проблемом самоубиства.

### Старост популације
Очекује се да ће се популација Јапана смањити за једну трећину током наредних педесет година са око 40% преостале популације старости преко 64 године, што је тренд старења у Јапану. Финансијски проблеми (организација) и одговорности неге су у порасту међу будућим генерацијама радника. У исто време, Јапански универзитети су се суочили са кризом смањења младе популације. Очекивало се да ће се број 18-годишњака смањити од 2,050,000 у 1992. до 1,200,000 у 2007. и да настави да пада.
У 2000-ој, 60% факултета нису могли да упишу довољно студената. Ситуација са старењем популације је направила многе социјалне проблеме.

## Часописи
- W., H. „"The Outlook in Japan: Social and Political Developments since the Surrender”. The World Today. 2 (11): 512—523. 1946.
- Kunio, Odaka. „Japanese Sociology: Past and Present”. Social Forces. 28 (4): 400—409.
- Yamagishi, T., Brinton, M. (1980). Yamagishi, Toshio; Brinton, Mary C. (1980). „Sociology in Japan and "Shakai-Ishikiron"”. The American Sociologist. 15 (4): 192—207. JSTOR 27702427..
- Morioka, Kenneth K., Jesse F (1959). „American Sociology in Japan”. Steiner American Journal of Sociology. 64 (6): 606—609. doi:10.1086/222596.
- Tomoda, Yasumasa (1966). „Recent Trends in Educational Sociology in Japan”. Sociology of Education. 64 (6): 397—406. JSTOR 2111922. doi:10.2307/2111922. .
- Nonoyama, H (2000). „The Family and Family Sociology in Japan”. The American Sociologist. 31 (3): 27—41. doi:10.1007/s12108-000-1032-x..
- Hogetsu, Makoto (2000). „A Social World of Sociology in Japan”. The American Sociologist. 31 (3): 5—14. doi:10.1007/s12108-000-1030-z..
- Cohen, Mark (2015). „Historical Sociology's Puzzle of the Missing Transitions”. American Sociological Review. 80 (3): 603—625. doi:10.1177/0003122415583487.
- Nakao, K. (1998). Sociological Work in Japan. Annual Review of Sociology, 24, 499-516.